# Soukenné náměstí
Soukenné náměstí je náměstí v Liberci, ve III. části Jeřáb.
Náměstí je umístěno v dolní části libereckého centra. Ústí do něj sedm ulic (Fügnerova, Revoluční, Pražská, Široká, Barvířská, 1. máje a Jánská).
Na náměstí se nachází několik významných objektů, jako je palác Dunaj, dům obuvi Baťa, palác Nisa, či obchodní centrum Forum, které v roce 2010 nahradilo zbouraný obchodní dům Ještěd architekta Karla Hubáčka. V podzemí jsou zde umístěny dnes již nevyužívané veřejné toalety, kterým se přezdívalo „Liberecké metro“. Zajímavostí je také ikonická kruhová trafika, která přestala své služby poskytovat v roce 2018 a místo ní zde začala sloužit prodejna kebabu.
Na začátku druhé dekády 21. století prošlo náměstí velkou kontroverzní rekonstrukcí, při které bylo mimo jiné osazeno pětasedmdesáti lavičkami.

## Doprava

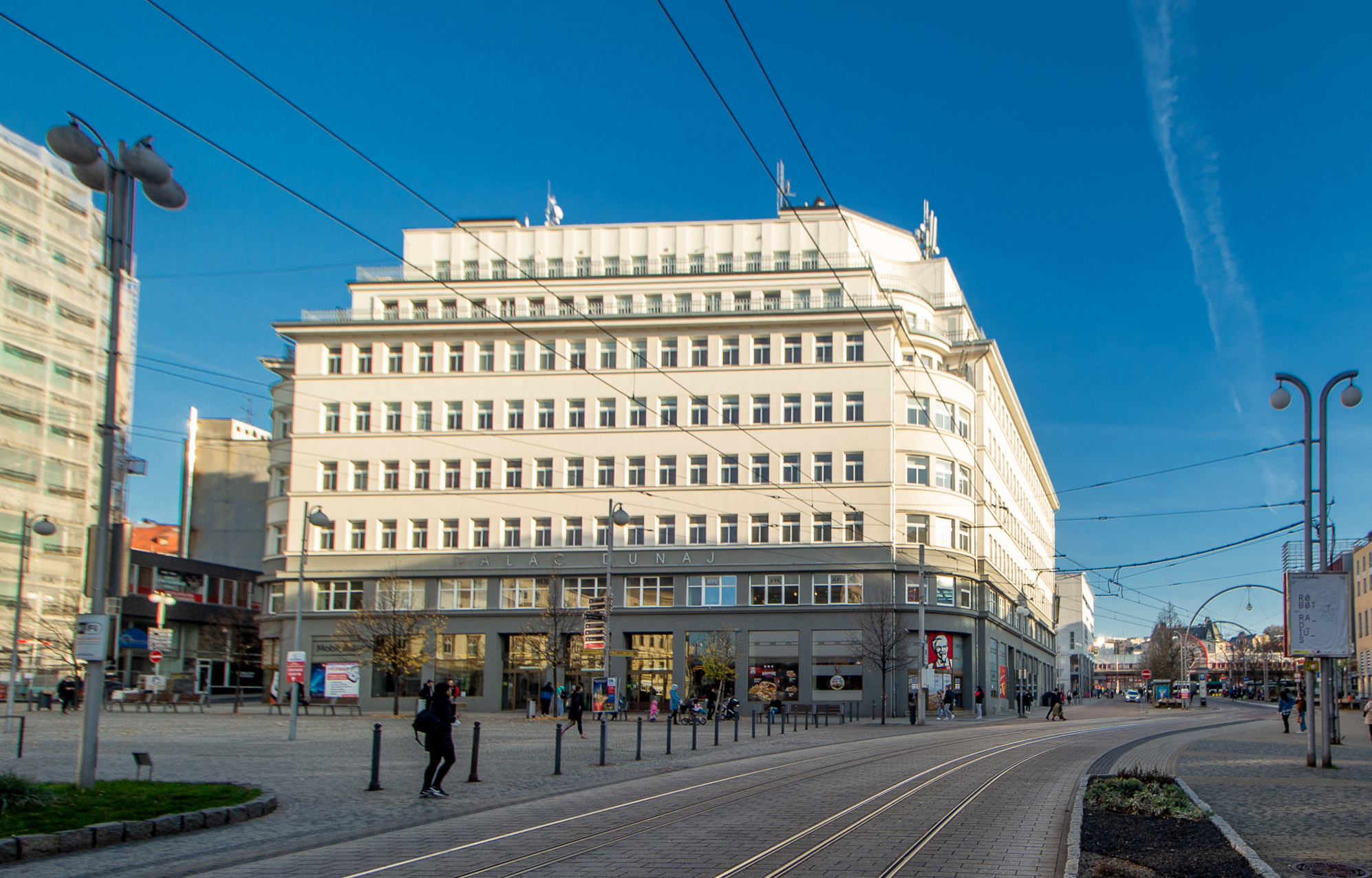
Soukenné náměstí, palác Dunaj a tramvajová trať do Fügnerovy ulice

Od roku 1897 vede skrz náměstí tramvajová trať z nádraží do Lidových sadů. Tehdy se na obou stranách náměstí větvila, v jižním směru vedly koleje dnešními ulicemi Jánská i 1. máje, ze severního směru pak tramvaje přijížděly na náměstí dnešní ulicí Pražskou, zatímco z něj vyjížděly do ulice Revoluční. V roce 1899 zde vznikla odbočka do Rochlice a v roce 1910 i odbočka do Horního Hanychova (dnešní ulicí Barvířská). Provoz na odbočce do Hanychova skončil ve třicátých letech, provoz na trati do Rochlice pak v roce 1960. V roce 1955 sem naopak byla zaústěna trať z Jablonce nad Nisou.
Zastávky tramvaje se nacházely ve středu náměstí až do devadesátých let dvacátého století, kdy nedaleko vznikl přestupní terminál Fügnerova a tramvajová trať byla přetrasována právě tam. Od té doby tak trať vede po obvodu náměstí, stejnojmenná zastávka byla přesunuta do ulice Jánská a v roce 2009 zrušena bez náhrady. Kolejový oblouk na Soukenném náměstí prošel postupnou rekonstrukcí v letech 2016 a 2019.

## Pojmenování
Náměstí v minulosti neslo různé pojmenování, jako byla Neuplatz, Tuchplatz či Stuff Platz.
- Konrad Henlein Platz (1938–1945) – podle předsedy Sudetoněmecké strany Konrada Henleina
- Soukenné náměstí (1945–1946)
- Gottwaldovo náměstí (1946–1990) – podle československého prezidenta Klementa Gottwalda
- Soukenné náměstí (od roku 1990)

## Významné objekty
- Palác Dunaj z roku 1928
- Dům obuvi Baťa z roku 1932
- Palác Nisa z roku 1937
- OC Forum, na místě dřívějšího OD Ještěd (1979-2009)